# Tennyson, Wisconsin
Tennyson là một làng thuộc quận Grant, tiểu bang Wisconsin, Hoa Kỳ. Năm 2006, dân số của làng này là 370 người.